# 俄诺特洛派
俄诺特洛派是希腊神话中提洛岛王阿尼俄斯（Anius）和德律俄珀（Dryope）的三个女儿，为酒惠三神女。俄诺特洛派这个称呼的意思为“葡萄酒创造者”。
阿尼俄斯的三个女儿非常受她们的祖先酒神狄俄倪索斯所宠爱，赋予了她们从大地万物获得油料、粮食和酒水的能力。她们的名字是：
- 俄诺（字面意思为“葡萄酒”） - 葡萄酒女神
- 斯珀耳摩（Σπερμώ、字面意思为“种子”） - 粮食女神
- 厄拉伊斯（Ἐλαΐς、字面意思为“橄榄”） - 油料女神

在特洛伊战争爆发之前，阿尼俄斯曾让她的三个女儿为希腊人提供服务，因为她们的父亲拥有预言的才能，知道这场战争将持续十年之久。起初希腊人拒绝她们的帮助，后来由于战争拖延得比他们预料的要长，所以阿伽门农再次期望她们回来为军队提供粮食。她们欣然地接受了他们的请求，但经过一段时间后，她们感到十分疲劳就一起逃跑了，当希腊人快追赶上她们的时候，她们祈求狄俄倪索斯的保护，于是她们就被狄俄倪索斯变成了鸽子。这也就是不能在提洛岛猎捕鸽子的原因。